# Instant Composers Pool
Instant Composers Pool (ICP) ist ein unabhängiges niederländisches Plattenlabel. Das Label existiert seit 1967 und veröffentlicht Musik zwischen freiem Jazz und Improvisation. Der Name Instant Composers Pool, eine Schöpfung von Mengelberg, ist durchaus programmatisch gemeint; er geht von der Überlegung aus, dass in der musikalischen Improvisation im Augenblick des Spiels durchaus Festlegungen getroffen und quasi komponiert wird, bezeichnet also eine grundsätzliche Einheit von Komposition und Improvisation.

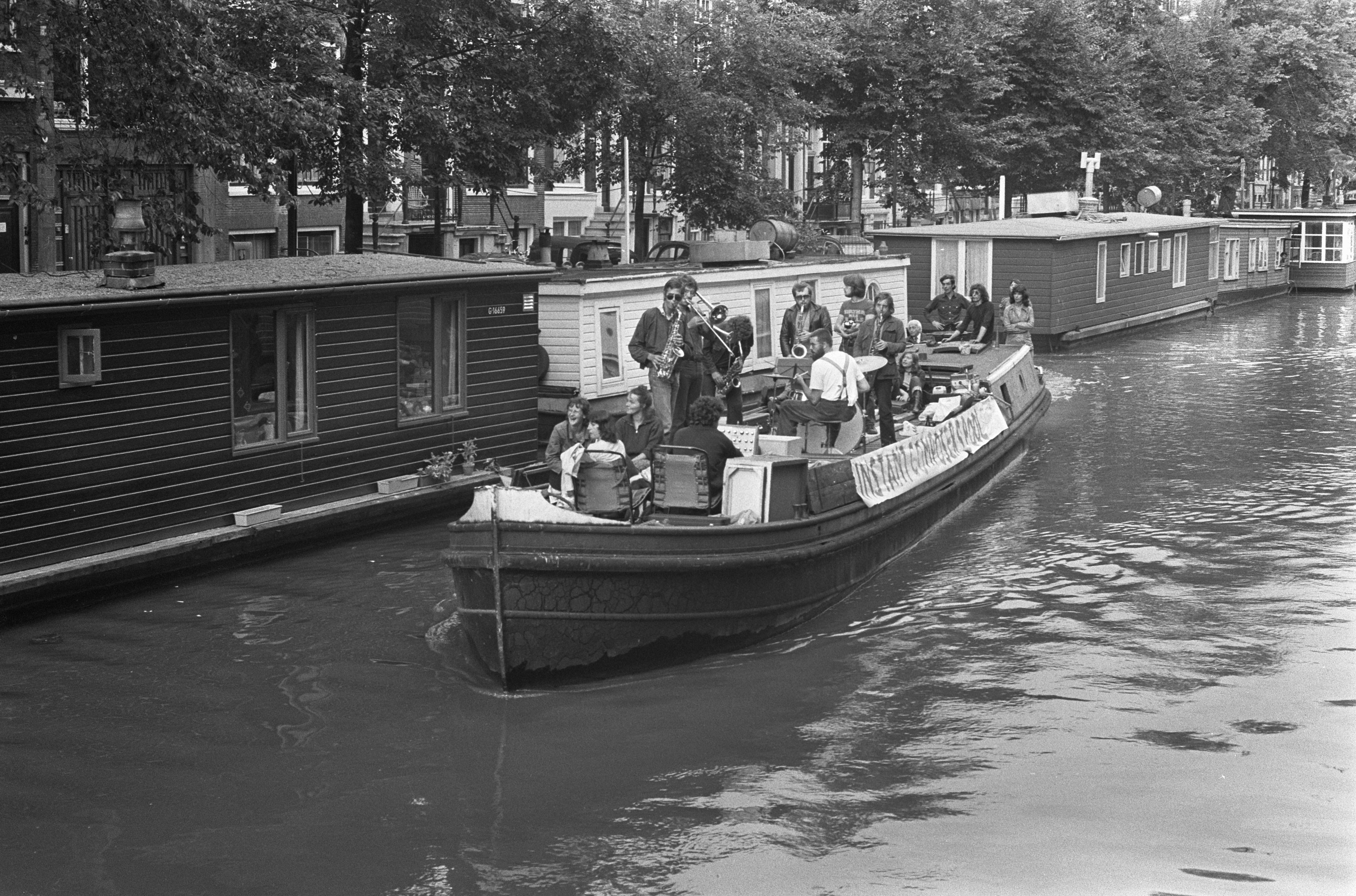
Konzert des Instant Composers Pool 1973 auf den Amsterdamer Grachten

## Gründungsgeschichte
1967 gründeten der Saxophonist Willem Breuker, der Pianist Misha Mengelberg und der Schlagzeuger Han Bennink in Vinkenslag de Hoef das Label, um eigene Platten, an denen die Musikindustrie zunehmend nicht mehr interessiert war, zu veröffentlichen. Die Gründung des Labels ist nach der Analyse von Ekkehard Jost "ein Akt der Selbsthilfe, der nicht nur auf eine marktunabhängige Publikation der eigenen Musik gerichtet ist, sondern darüber hinaus eine Verbesserung der Auftrittssituation und der Präsenz in den Medien zum Ziel hat". 
1974 trennten sich aufgrund divergierender musikalischer Auffassungen die Wege von Breuker, der sich auf die Arbeit mit seinem Willem Breuker Kollektief konzentrierte und das Label BVHAAST gründete, und die von Mengelberg und Bennink, die verstärkt als Duo zusammenarbeiteten und eine großformatige ICP-Formation (zunächst als Tentett konzipiert) gründeten. Mitte der siebziger Jahre gibt es mehrere Ko-Produktionen mit anderen unabhängigen Labeln aus Europa.

## Veröffentlichungen und Programmatik
Der Name Instant Composers Pool ist durchaus programmatisch gemeint und eine Schöpfung von Mengelberg; er geht von der Überlegung aus, dass in der musikalischen Improvisation im Augenblick des Spiels durchaus Festlegungen getroffen und quasi komponiert wird, bezeichnet also eine grundsätzliche Einheit von Komposition und Improvisation.
Die ersten Platten dokumentieren das New Acoustic Swing Duo von Breuker und Bennink und ein Trio von Mengelberg und Bennink mit John Tchicai. Auf späteren Platten sind neben den Gründern auch Jeanne Lee, Derek Bailey, Peter Bennink, Dudu Pukwana, Steve Lacy, Paul Rutherford, Evan Parker, Maarten Altena oder Peter Brötzmann zu hören. 
Anders als das befreundete Label FMP hat ICP sich lange Jahre darauf beschränkt, die Musik der Gründer, bzw. nach dem Ausscheiden von Breuker die von Mengelberg und Bennink zu dokumentieren. Erst seit 1997 werden auf dem Label auch Produktionen von weiteren Musikern aus dem ICP Orchestra, etwa Wolter Wierbos, Mary Oliver, Tristan Honsinger oder Tobias Delius, veröffentlicht. Der Backup-Katalog, in dem sich neben Vinylplatten auch Casseten und ein Video befinden, ist 2012 in einem Boxset auf 52 CDs und 2 DVDs wiederveröffentlicht worden.

## Auflagen und Branding
Ähnlich wie HatHut Records arbeitet auch ICP in der Regel mit einer begrenzten (und z. T. auch durchnummerierten) Auflage. Seit Mitte der 1970er weisen die Produkte des Labels (zu denen auch ein Buch zum 30-jährigen Jubiläum zählte) aufgrund der eigenwilligen graphischen Gestaltung durch Han Bennink ein gut wieder erkennbares Erscheinungsbild auf.